# Baba
Baba er en film instrueret af Anna Eborn.

## Handling
Otte ældre kvinder er de tilbageværende af en lille svensk bosættelse i Ukraine. En af disse er Lida. Hun fører os rundt i sine omgivelser, og da ingen ukrainere er i stand til at forstå hendes svenske sprog, er hun ikke bange for at fortælle historier om de andre 'babas', eller gamle kvinder, som omgiver hende.